# Pseudopanthera fuscaria
Pseudopanthera fuscaria là một loài bướm đêm trong họ Geometridae.